# Kim Gia Trang
Kim Gia Trang (chữ Hán giản thể: 金家庄区, âm Hán Việt: Kim Gia Trang khu) nguyên là một quận thuộc địa cấp thị Mã An Sơn, tỉnh An Huy, Cộng hòa Nhân dân Trung Hoa. Quận Kim Gia Trang được chia thành nhai đạo biện sự xứ: Kim Gia Trang, Giang Biên, Đường Tây, Từ Hò.
Tháng 9 năm 2012, quận này được sáp nhập vào quận Hoa Sơn cũ để thành lập quận Hoa Sơn mới trực thuộc địa cấp thị Mã An Sơn.